# جيمس ريد هالويل
جيمس ريد هالويل هو محامي وسياسي أمريكي، ولد في 27 ديسمبر 1841، وتوفي في 24 يونيو 1898. نشط حزبياً في الحزب الجمهوري. وقد انتخب عضو مجلس ولاية كانساس ‏ وانتخب عضو مجلس نواب كنساس ‏.